# Bernard Moitessier

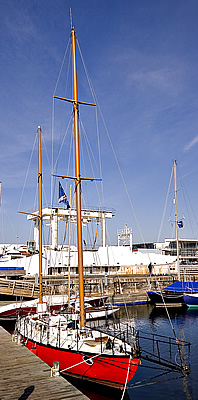
Joshua, gerestaureerd, in het Maritiem Museum te La Rochelle

Bernard Moitessier (Hanoi, 10 april 1925 – Parijs, 16 juni 1994) was een Franse zeezeiler en auteur.
Moitessier was een bekende Franse zeiler die een aantal boeken schreef over zijn verre reizen. Als zeiler was hij onder meer deelnemer aan de Sunday Times Golden Globe Race  (1968-1969). In 1968 nam hij deel met zijn schip Joshua (vernoemd naar de eerste zeiler die alleen de wereld rondzeilde, Joshua Slocum). De Golden Globe was een non-stop zeilrace rond  de wereld in kleine eenpersoons zeilboten. De winnaar, Sir Robin Knox-Johnston, is ook vandaag nog een bekende persoon.
Moitessier heeft de race nooit uitgezeild. Hoewel hij een van de favorieten was, verliet hij de race in het zicht van de aankomst 'om zijn ziel te vrijwaren', zoals hij achteraf liet weten en verlegde ter hoogte van de kust van Zuid-Afrika zijn reis naar de Stille Oceaan om zijn eigen 'lange reis', een zoektocht naar evenwicht, te beginnen. Dit leidde tot een aantal boeken die zijn reiservaringen beschreven. In het Nederlands zijn uitgegeven: De lange Route en Met de Joshua rond Kaap Hoorn.
In 1988 werd prostaatkanker vastgesteld bij Bernard Moitessier. Met steun van de uitgever van 'Voiles et Voiliers' keerde hij in februari 1994 nog een laatste maal terug naar het Vietnam van zijn jeugd. Hij kreeg er cholera en ging naar Frankrijk waar hij enkele maanden later stierf.
Bernard Motessier werd begraven in Le Bono, Bretagne, in aanwezigheid van de vrouwen waar hij een deel van zijn leven mee doorbracht: Marie-Thérèse, Françoise, Iléana en Véronique.
Alain Gerbault heeft een grote invloed gehad op Moitessier.